# Старе Ахпердіно (Батиревський район)
Старе А́хпердіно (рос. Старое Ахпердино, чув. Кивĕ Ахпӳрт) — присілок у складі Батиревського району Чувашії, Росія. Входить до складу Тойсинського сільського поселення.
Населення — 757 осіб (2016; 763 у 2002).
Національний склад:
- чуваші — 99 %

## Назва
За однією з версій, назва населеного пункту походить від слів ак (тат. білий) і пÿрт (чув. хата). Російська назва є спотворенням чуваської.

## Географія
Розташований на березі річки Була в 7 км на схід від Батирево, в 132 км від Чебоксар. До присілка примикають населені пункти Козловка і Булаково. Через село проходить автошлях Батирево-Яльчики. Територію села перетинають сезонно пересихаючі річки Байбарус і Пучівар, які є правими притоками річки Були.

## Історія
Південно-східна частина Чувашії, включаючи Батиревський район, де нині розташовується село, була населена з глибокої давнини. Археолог і історик В. Д. Димитрієв вважав, що землеробська культура в цьому регіоні зародилася значно раніше, ніж у північних районах Чувашії. Це підтверджується і численними археологічними дослідженнями, з якими можна ознайомитися в працях В. Ф. Каховського. У IX-XIII століттях ця місцевість входила до складу основної території Булгарської держави. За часів монголо-татарського завоювання Волзької Булгарії населення стало активно переміщатися в більш спокійні Північні лісові райони. Але масовим це явище стало лише в кінці XIV століття, після походів Булат-Тимура і Тамерлана на південні частини колишньої Булгарії, поєднуваних з набігами руських князів. Це підтверджується і археологічними даними, що свідчать про те, що намогильні пам'ятники і сліди городищ і селищ хронологічно не переходять за XIV століття. В.Д. Димитрієв припускає, що навіть після втечі звідси селян, ці землі навіть в період запустіння використовувалися для ріллі "наїздом" (ця практика оглянута Письмовими книгами Свиязького повіту 1565-1567 років). Але вже до періоду правління Івана Грозного, до складу Російського царства увійшло безлюдне, "Дике поле". 
Поновне заселення порожніх земель ясачними людьми почалося в другій половині XVI-почат. XVII століття, чому сприяли і державні укази тих часів. 
Присілок Старе Ахпердіно (чуваш. Кивĕ Ахпӱрт) заснований в 1-й половині XVII століття(в 1634 році) вихідцями (12 сімей) з села Старе Ахпердіно Сюрбеївської волості Цивільського повіту (зараз розташована в 45 км на північ, в Канаському районі), які, згідно з архівними даними, "отримали велику ділянку "пустової землі" на річці Була на ногаєвському перевозі". Більшість жителів села до 1724 року були ясачними людьми, до 1835 року-державними селянами, до 1863-питомими; займалися землеробством, тваринництвом, бджільництвом, бакалійною торгівлею, домашнім ремеслом і відхожими промислами.
В результаті реформ Катерини II в 1780 році увійшла до складу Батирівської волості Буїнського повіту Симбірського намісництва (з 1796 року - Симбірська губернія). Спочатку село називалося Ахпердіно. Слово Старе в нинішній назві з'явилося після переселення звідти в кінці XVII століття 9 сімей і утворення ними по інший бік річки Була селища Нове Ахпердіно. Причиною переселення частини господарств в інше місце став брак земельних угідь для постійно зростаючої кількості населення в Ахпердіно.
Під час реформи Столипіна з села виділилися кілька родин хуторян, які утворили хутір Мале Ахпердіно. Хутір зник у перші ж роки владарювання більшовиків.

## Інфраструктура[16]
- Староахпердинська Основна загальноосвітня школа
- Староахпердинський фельдшерсько-акушерський пункт.
- Староахпердинский сільський будинок культури.
- Староахпердинская сільська бібліотека.

## Відомі уродженці
- Карягіна Марина Федорівна — чуваська поетеса, прозаїк, драматург, журналіст.